# 毒品
毒品（英語：illegal drug）指可以出于娱乐用途等非醫療目的，使人产生依赖性、反复使用、成瘾的精神活性药物或麻醉药物。毒品是一个在中文语境中特有的词汇，其他语言如英文称为禁药（英語：prohibited drug）。砒霜、二氯松、氰化物、忽得等剧毒物质属于毒物，而非毒品。
同一物質，以毒品或娱乐性用药稱之時，表示為非法使用；以管制药物稱之時，表示在医用条件下可以合法使用該物質。许多被世界各国立法限制視為毒品的藥物並沒有生理的成癮性（例如LSD）。但是沒有生理成癮性並不代表沒有心理成癮性，而心理成癮性不一定比生理成癮性更易處理，甚至可能更难藥物戒斷。除此之外，禁止这些药物的另一大原因是其具有致幻效应而可能导致使用者的行为变得无法预测。尽管如此各地的法律依然有諸多不同處，比如烟草制品和酒精饮品因為純度或是放鬆作用，通常不被视为嚴格的毒品，但因其原材料的一些成份已經符合毒品的定義，故在部分國家喝酒也有合法的狀態。
由於戒毒困難，再加上即使以司法手段強行取締，藥物濫用依舊很普遍，而且濫用藥物屬於疾病，因此一些地區實施毒品除罪化和合法化，僅進行行政開罰，以節省司法與監獄管理成本的問題，並限制持有毒品量，僅有持有少量毒品的才能免於刑責，將吸毒者與販毒者做區分，將真正需要幫助的人區分出來。這些地區認為吸毒是一種疾病，而不是犯罪；但另一方面，一些藥物確實會對社會第三方造成直接或間接的危害，而且以司法手段打擊藥物濫用也可能是有效的，在美國，毒品戰爭也使得使用非法藥物的總人數下降了至少40%，根據一項受到美國衛生及公共服務部贊助的研究，在1979年，美國總共有兩千五百萬人使用非法藥物；而在1999年，則有一千四百八十萬人使用非法藥物。而根據聯合國於2023年發表的報告，全球於2024年吸毒人數超過2.96億，比過去10年增加23%。毒品上癮也被認為跟人類神經的犒賞系統有關。

## 相關圖片

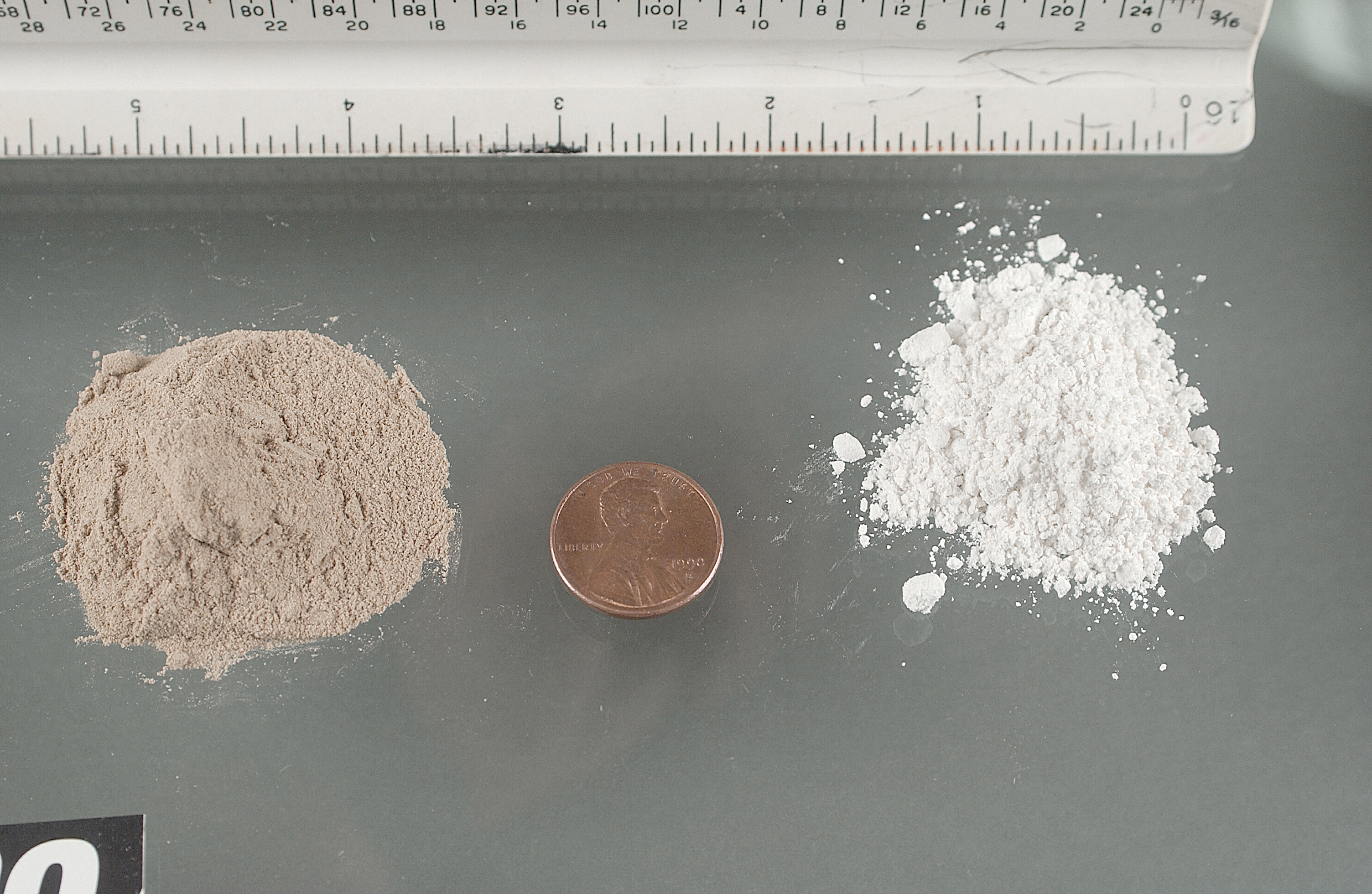
海洛因，又俗稱白粉或稱四號（美国政府图片）
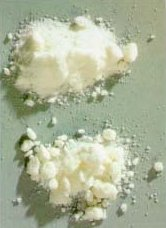
可卡因（植物古柯提纯）
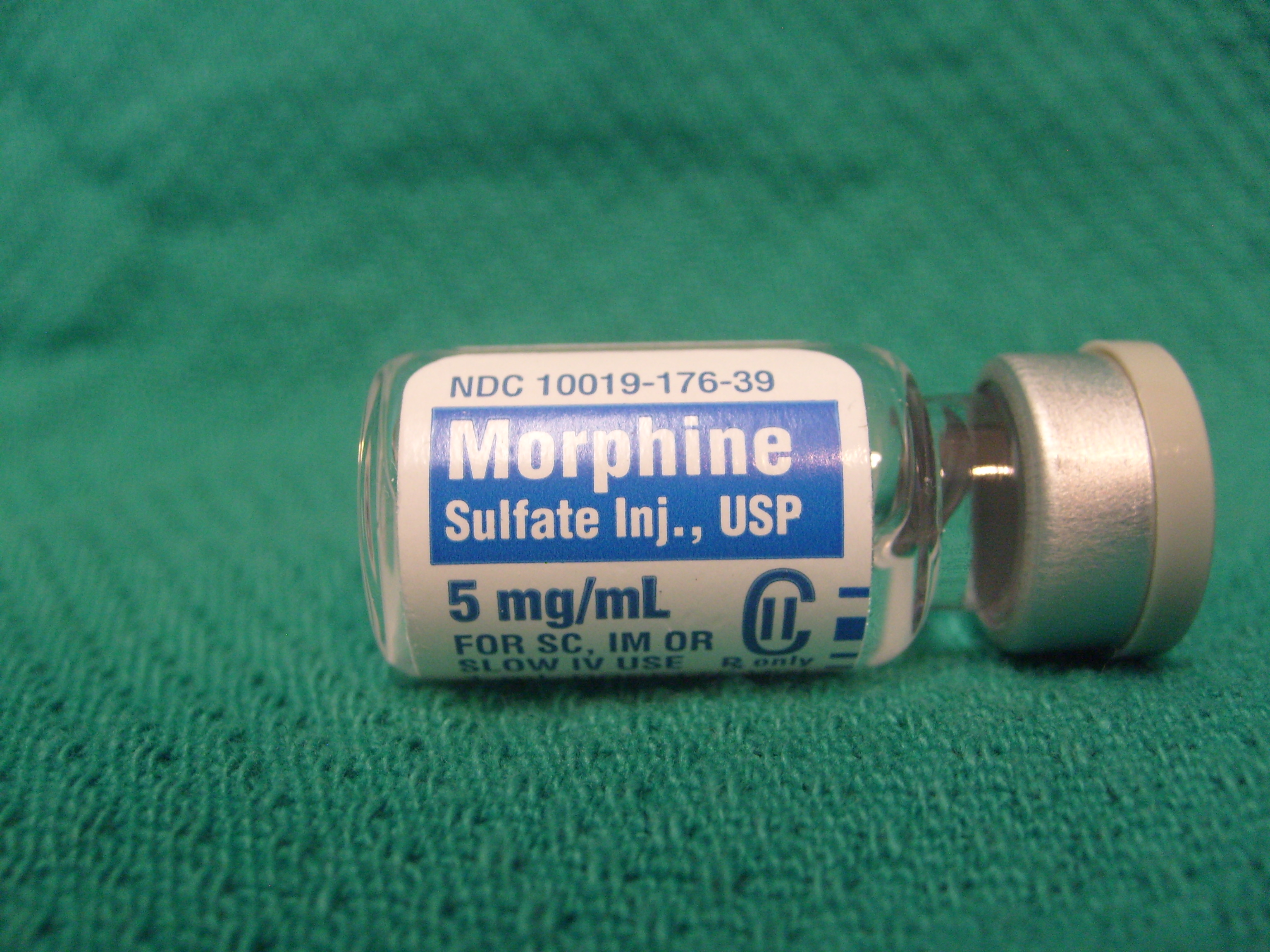
吗啡（可作为癌症病人的处方药，也可作為止痛藥。）
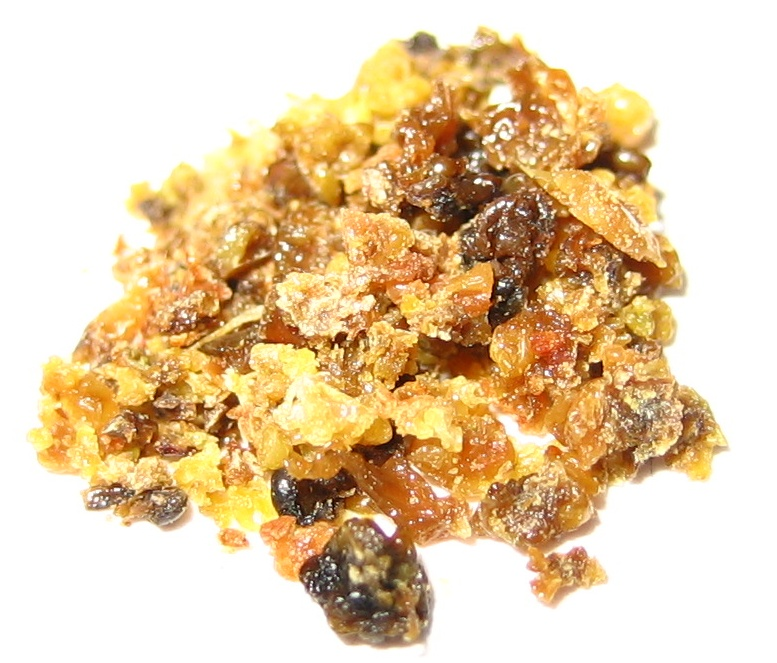
鸦片（植物罂粟提取）
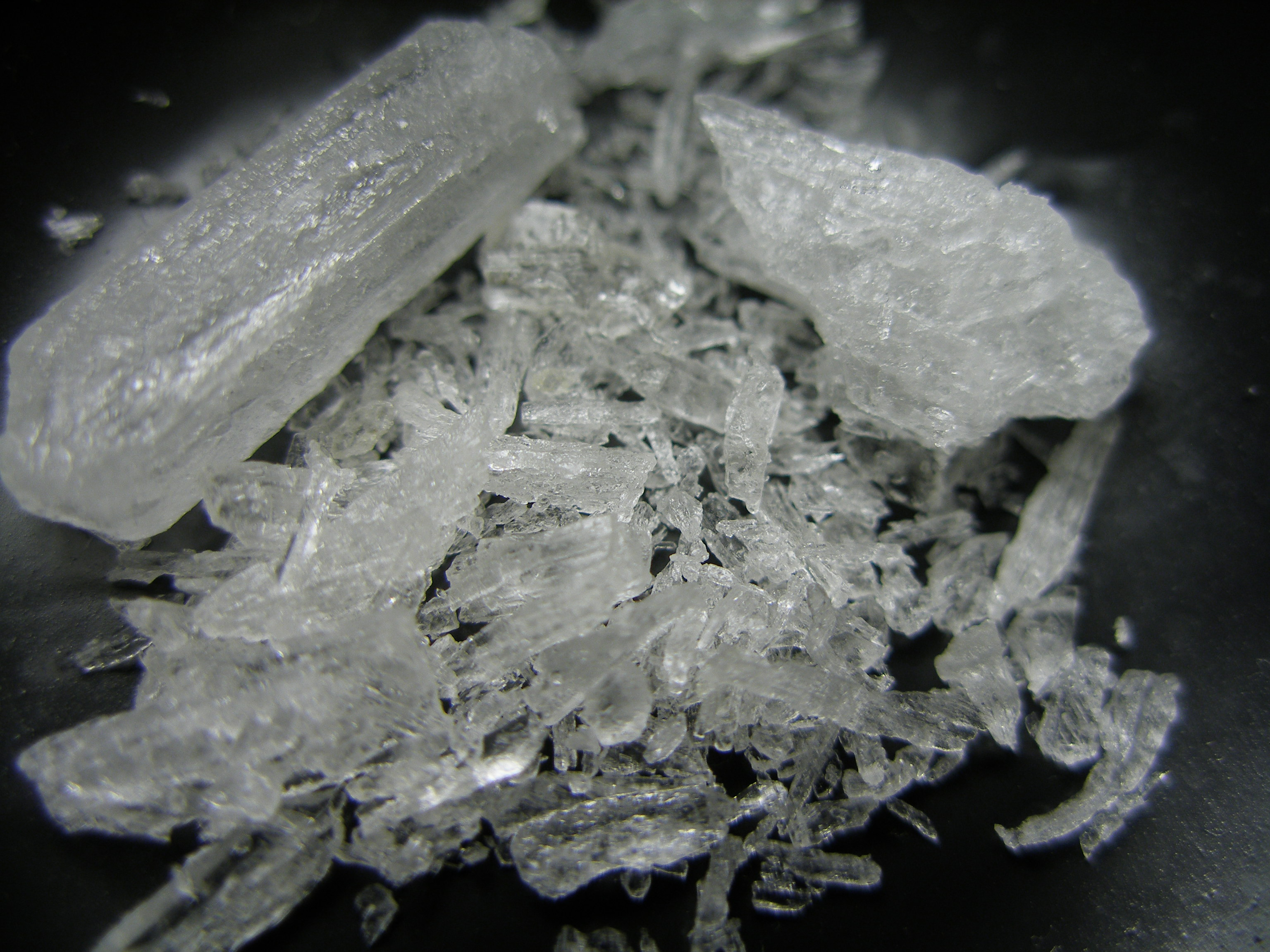
冰毒，即甲基苯丙胺
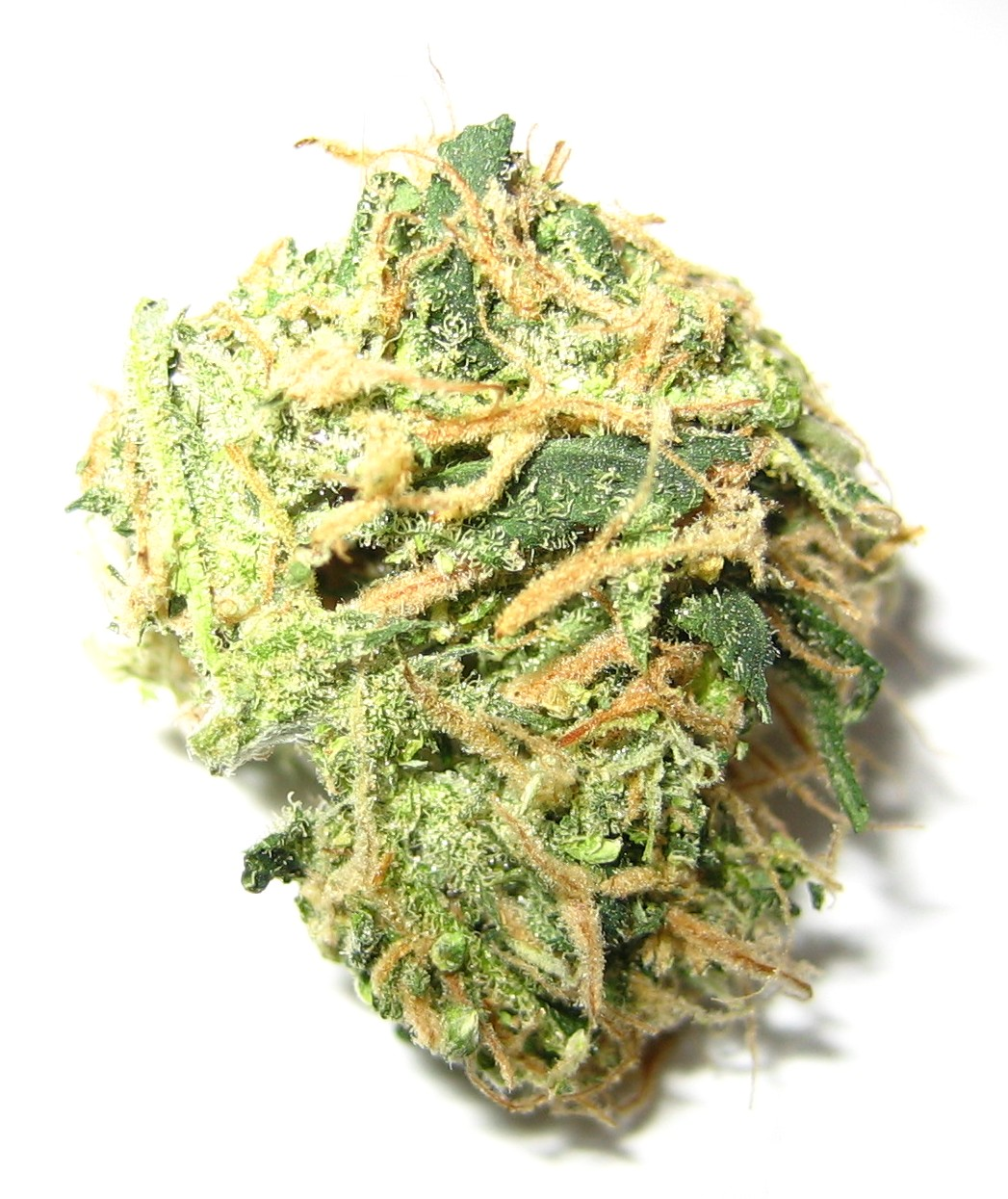
大麻（植物大麻的花与毛状体，部分国家合法）
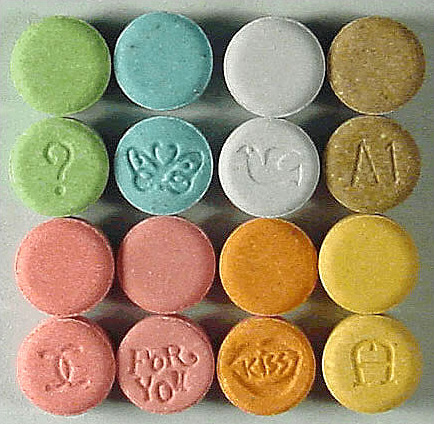
摇头丸，即MDMA

## 主要產地

海洛因生产地区地图

- 金三角：位于緬甸、寮國和泰國交界處，主产海洛英，主要销往东亚和大洋洲国家；
- 金新月：位于阿富汗、巴基斯坦和伊朗交界處，主产海洛英，主要销往俄罗斯、欧洲国家和伊朗；
- 銀三角：位于哥倫比亞、厄瓜多和秘魯交界處，主产古柯鹼，主要销往美国、加拿大和欧洲国家；
- 黑三角：位于奈及利亞和加納交界處，主产大麻。[7]

以上為世界四大毒品植物產地，號稱「毒販的麥加」，這是說，毒販必須去原產地採購（朝聖），以獲取批發價。
另外，就目前趨勢及毒品類型，特別是化學合成類的毒品，僅需適當材料及步驟即可製成，例如安非他命。

## 使用方法
- 靜脈注射
- 口服
- 吸食
- 鼻腔给药（即以鼻微血管吸收，例如用鼻子以飲管吸取已弄成粉末的氯胺酮 ）[8][9]
- 舌下吸收

## 危害

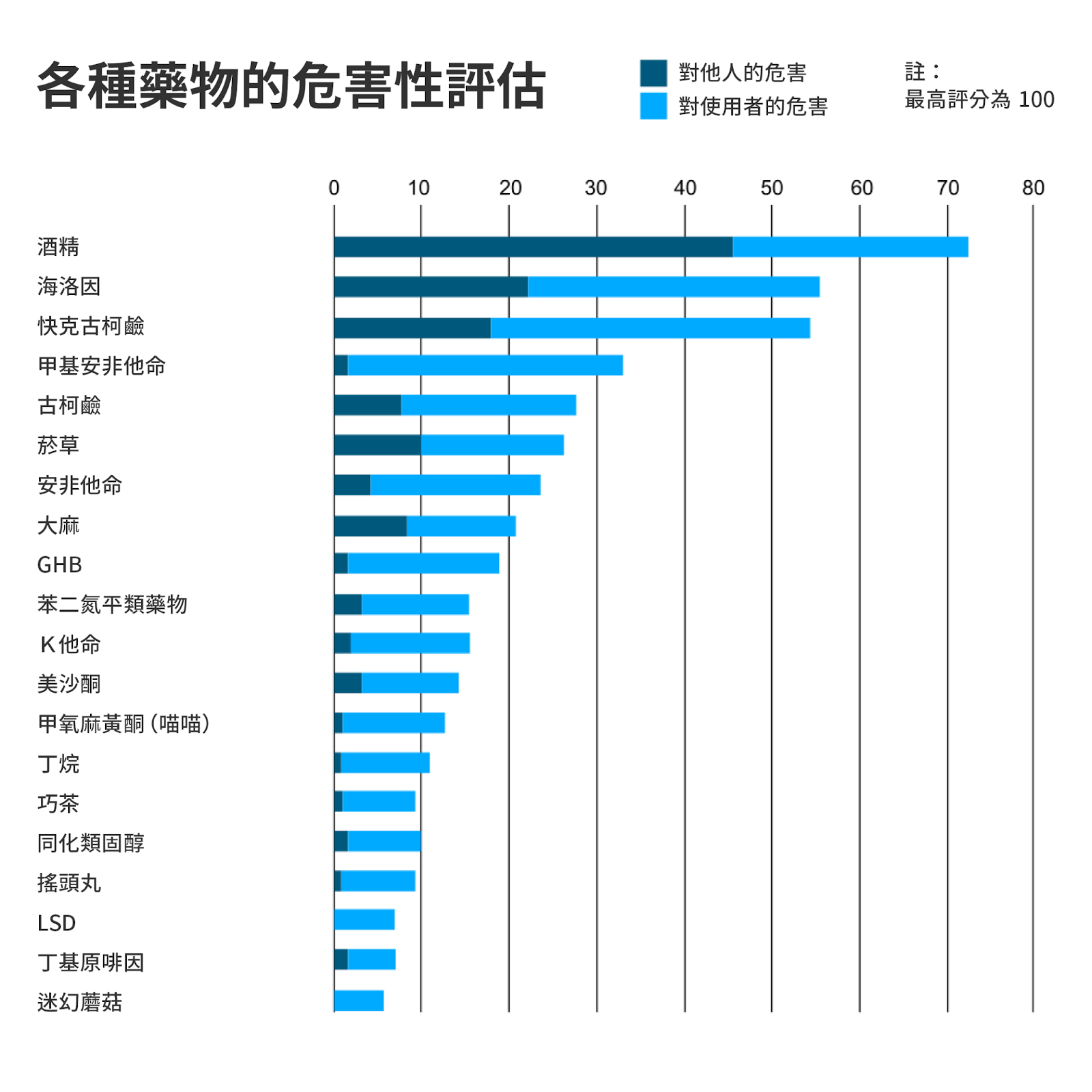
各種毒品和癮品的危害對比，其中酒精是最為危險的。圖中最高可能的傷害度定為100，並以此定所有藥物的相對傷害度；而深藍色的部份為某種藥物對他人的傷害，浅藍色的部份為該藥物對使用者自身造成的傷害。英国从业专家打分。

一些药物的成瘾性与有害性。数据来自David Nutt 等人在医学期刊《柳叶刀》发布的文章，基于英国从业专家打分。

毒品除了造成身體危害外，還有容易防範的共用針具及難以防範的危險性行為、會大幅增加愛滋病病患人數、吸食毒品的金錢消耗造成的犯罪率上升、吸毒者轉為販毒者增加毒癮人數及吸食毒品後精神狀態不佳增加的社會危險。贩售毒品还是阿富汗塔利班和盖达组织、黎凡特地區的伊斯蘭國、意大利的黑手党、俄罗斯和墨西哥的黑幫、哥伦比亚的反政府武装重要的收入来源，对于相关国家和国际社会的和平与稳定造成了极大的困扰。
在戒毒困難的情況下，許多國家的政府乾脆提供免費針具給吸毒者，至少可以大幅降低愛滋病造成的巨額成本；荷蘭在禁止搖頭丸的情況下，同時允許公開販售測試搖頭丸成分的產品，在無法全面禁止搖頭丸的情況下，讓使用者自行淘汰品質差的搖頭丸。有不少國家也會提供免費或低價美沙酮代替鴉片類毒品，瑞士甚至直接提供海洛英給成癮者，減少吸毒者的經濟負擔及衍生的犯罪問題。
毒品也具有反社会性，根据朱學恆分享的其和社工洽談的經驗，毒品循環會迫使毒品使用人重複的偷、騙、搶金錢，並讓身旁的家人及親友對其失去信心，最後遠離成瘾者。
長期使用毒品会造成對毒品的耐受性，也就是說身體需要使用更大的量，才能達到預期的效果。因此當不再使用该毒品後，身體会出現戒斷症狀（脱瘾反应）。海洛因可以给人带来强效的镇痛效果，因此若長期使用海洛因，停用24小時內，就會出現海洛因戒斷症狀，如：流眼淚、流鼻水、打哈欠、全身骨頭痠痛像螞蟻在咬、腹瀉、嘔吐、焦慮不安與失眠等症状。并非所有毒品都會导致戒斷症狀。
在成功戒除毒品之後，身體的戒斷症狀也会消失，而對毒品的耐受性會逐漸回復到未吸食前的劑量。此時，若依然照著戒除前的大劑量吸食，可能因吸食過量暴斃。
另外，酒精及二手煙等合法藥物及其副作用，對社會的危害高於不少被視為毒品的藥品，所以許多國家都會對菸酒的危害提出警告，像在一些國家，香菸包裝盒會印製被菸草污染的肺部、牙齒等圖片用來提醒菸草使用者；也有一些國家提倡使用含有尼古丁的貼片或口香糖，可以減少二手菸對他人危害，也可以讓菸癮者解癮時僅受到尼古丁的危害、而不會受到菸草內其他物質的傷害；另一方面，酒精會影響人的認知功能，並間接造成治安的危害，酗酒會導致更多暴力行為，約30%的聚眾鬥毆、搶劫、尋釁滋事等都與酗酒有關，而即使沒有出現其他暴力行為，喝酒開車也會使交通事故的可能性大幅上升，而這些危害也使得一些國家將酒和菸視為毒品。

## 政府管制措施及药品清单

### 对贩毒罪设置死刑的部分国家
- 中華民國
- 中华人民共和国
- 美国 [16]
- 印度
- 越南
- 泰國
- 印度尼西亞
- 马来西亚
- 新加坡
- 伊朗
- 沙烏地阿拉伯
- 伊拉克
- 阿联酋
- 巴基斯坦

### 中華民國
根據《毒品危害防制條例》定義：毒品是指具有成癮性、濫用性及對社會危害性之麻醉藥品與其製品及影響精神物質與其製品。毒品依其成癮性、濫用性及對社會危害性分為四級，其品項如下：
- 第1級：海洛因、嗎啡、鴉片、古柯鹼及其相類製品。
- 第2級：罌粟、古柯、大麻、安非他命、MDMA（搖頭丸)、LSD（搖腳丸、一粒沙）、配西汀、潘他唑新(速賜康)及其相類製品。
- 第3級：FM2、西可巴比妥、異戊巴比妥、納洛芬、K他命及其相類製品。
- 第4級：速可巴比妥、阿普唑侖、唑匹可隆、蝴蝶片、地西泮（安定、煩寧）、硝甲西泮（一粒眠）、劳拉西泮及其相類製品。

前項毒品之分級及品項，由中華民國法務部會同衛生福利部組成審議委員會。醫藥及科學上需用之麻醉藥品與其製品及影響精神物質與其製品之管理，另以法律定之。
以下为中華民國行政院衛生署管制藥品管理局對毒品的分類，最新版本为2002年1月23日修正。
（除特別規定外，皆包括其異構物Isomers、酯類Esters、醚類Ethers、及鹽類Salts）
中華民國《毒品危害防制條例》第4條：製造、運輸、販賣第一級毒品者，處死刑或無期徒刑，處無期徒刑者，得併科新臺幣2000萬元以下罰金。
| - 乙醯托啡因（Acetorphine） - 古柯鹼（Cocaine） - 二氫去氧嗎啡（Desomorphine） | - 二氫愛托啡因（Dihydroetorphine） - 愛托啡因（Etorphine） - 海洛因（Heroin） | - 酚派丙酮（Ketobemidone） - 鴉片（Opium） - 嗎啡（Morphine） |

（除特別規定外，皆包括其異構物Isomers、酯類Esters、醚類Ethers及鹽類Salts）
中華民國《毒品危害防制條例》第4條：製造、運輸、販賣第二級毒品者，處無期徒刑或7年以上有期徒刑，並科處新臺幣1000萬元以下罰金。
| - 乙醯阿法甲基吩坦尼（Acetyl-alpha-methylfentanyl） - 乙醯二氫可待因（Acetyldihydrocodeine） - 乙醯美沙多（Acetylmethadol） - α-甲基吩坦尼（Alpha-methyl-fentanyl） - α-美沙多（Alpha-methadol） - α-甲基硫吩坦尼（Alpha-methyl-thiofentanyl） - α-普魯汀（Alphaprodine） - 阿華吩坦尼（Alfentanyl） - 丙烯普魯汀（Allylprodine） - α-乙醯美沙多（Alphacetyl-methadol） - α-美普魯汀（Alphameprodine） - 阿米庚酸（Amineptine） - 安非他命（Amphetamine） - 安尼勒立汀（Anileridine） - 苯才西汀（Benzethidine） - 苄基嗎啡（Benzylmorphine） - 苄基哌嗪（Benzylpiperazine、BZP） - β-乙醯美沙多（Betacetylmethadol） - β-羥基吩坦尼（Betahydroxyfentanyl） - β-羥基甲基吩坦尼（Betahydroxy-3methyl-fentanyl） - β-美普魯汀（Betameprodine） - β-美沙多（Betamethadol） - β-普魯汀（Betaprodine） - 培集屈密特（Bezitramide） - 二甲氧基溴（Brolamfetamine） - 大麻（Cannabis） - 大麻脂（Cannabis resin） - 大麻浸膏（Cannabis extracts） - 大麻酊（Cannabis tinctures） - 卡吩坦尼（Carfentanyl） - 卡西酮（Cathinone） - 氯甲基安非他命（Chloromethamphetamine、1-Chlorophenyl-N-methylpropan-2-amine、1-Chlorophenyl-2-methylaminopropane、CMA） - 氣硝胺咪（Clonitazene） - 古柯（Coca） - 可待因（Codeine） - 甲基溴可待因（Codeine-methyl-bromide） - N氧化可待因（Codeine-N-oxide） - 可多克淨（Codoxime） - 罌粟草膏（Concentrated Poppy straw） - 賽普諾啡（Cyprenorphine） - 右旋安非他命（Dexamphetamine） - 右旋嗎拉密特（Dextromoramide） - 右旋普帕西芬（Dextropropoxyphene） - 狄安普魯密特（Diampromide） - 二乙胺二塞吩丁烯（Diethylthiambutene） - 二乙基色胺（DET） - 狄芬諾新（Difenoxin） - 二氫可待因（Dihydrocodeine） - 二氫嗎啡（Dihydromorphine） - 狄門諾沙多（Dimenoxadol） - 狄美菲坦諾（Dimepheptanol） - 二甲胺二塞吩丁烯（Dimethylthiambutene） - 二甲基色胺（DMT） - 嗎福林二苯丁酸乙酯（Dioxaphetylbutyrate） - 狄芬諾西萊（Diphenoxylate） - 狄匹潘濃（Dipipanone） - 二甲氧基安非他命（DMA） - 羥基四氫甲基二苯吡喃（DMHP） - 二甲氧基乙基安非他命（DOET） - 二甲氧基甲苯異丙胺（DOM、STP） - 托蒂巴醇（Drotebanol） - 愛哥寧（Ecgonine） - 愛哥寧衍化物（Ecgonine Derivatives） | - 甲乙胺二塞吩丁烯（Ethylmethyl-thiambutene） - 乙基嗎啡（Ethylmorphine） - 乙環利定（Eticyclidine） - 愛托尼他淨（Etonitazene） - 愛托失立汀（Etoxeridine） - 乙基色胺（Etryptamine） - 吩坦尼（Fentanyl） - 芬乃他林（Fenetylline） - 氟甲基安非他命（Fluoromethamphetamine、1-Fluorophenyl-N-methylpropan-2-amine、1-Fluorophenyl-2-methylaminopropane、FMA） - 佛萊西汀（Furethidine） - 伽瑪羥基丁酸（Gamma Hydroxybutyric Acid、Gammahydroxybutyra-te、GHB） - 羥二氫嗎啡（Hydromorphinol） - 二氫可待因酮（Hydrocodone） - 二氫嗎啡酮（Hydromorphone） - 羥基配西汀（Hydroxypethidine） - 伊玻蓋因（Ibogaine） - 異美沙酮（Isomethadone） - 左旋甲基安非他命（Levomethamphetamine） - 左旋甲基嗎汎（Levomethorphan） - 左旋安非他命（Levamphetamine） - 左旋嗎拉密特（Levomoramide） - 左旋嗎汎（Levorphanol） - 左旋吩納西嗎汎（Levophenacyl-morphan） - 離胺右旋安非他命（Lisdexamphetamine） - 麥角二乙胺（LSD、Lysergide，搖腳丸） - 二亞甲基雙氧安非他命（MDA，HIGH客） - N-α二甲基-3,4-（亞甲二氧基）苯乙基胺（MDMA,N-α-dimethyl-3,4-（methylenedioxy）phenethylamine） （快樂丸、搖頭丸） - 甲氯奎酮（Mecoloqualone） - 三甲氧苯乙胺（Mescaline） - 美他唑新（Metazocine） - 美沙酮（Methadone） - 美沙酮中間物（Methadone-intermediate） - 甲基安非他命（Methamphetamine） - 外消旋甲基安非他命（Methamphetamine Racemate） - 甲奎酮（Methaqualone，白板） - 甲基卡西酮（Methcathinone） - 甲氧基甲基卡西酮（Methoxymethcathinone） - 四-甲基阿米雷司（4-methylaminorex） - 甲基去氧嗎啡（Methyldesorphine） - 甲基二氫嗎啡（Methyldihydromorphine） - 三-甲基吩坦尼（3-Methylfentanyl） - 三,四-亞甲基雙氧焦二異丁基酮（3,4-亞甲基雙氧焦洛戊酮）（3,4-methylenedioxypyrovalerone、MDPV） - 三-甲基硫吩坦尼（3-Methylthio-fentanyl） - 美杜邦（Metopon） - 二-甲氧基-α甲基-4.5-（亞甲二氧基）苯乙基胺（MMDA,2-methoxy-α-methyl-4.5-（methylenedioxy）phenethylamine） - 嗎拉特中間物（Moramide-intermediate） - 嗎啡甲溴化物（Morphine methobromide） - 甲基磺胺嗎啡（Morphine methylsulfonate） - 嗎啡立汀（Morpheridine） - N-氧化嗎啡及其衍化物（Morphine-N-oxide and its Derivatives） - 一-甲基-四-苯基-四-丙酸氧比啶（MPPP,1-methyl-4-phenyl-4-piperidinol propionate（ester）） - 密羅啡因（Myrophine） - 那密濃（Nabilone） - N-乙基安非他命（N-ethyl-amphetamine） - N-乙基-二亞甲基雙氧安非他命（N-ethyl-MDA） | - N-乙基-三-比啶二苯基乙醇酸（N-ethyl-3-piperidyl benzilate） - N-羥基二亞甲基雙氧安非他命（N-hydroxy-MDA） - N-甲基-三-比啶二苯基乙醇酸（N-methyl-3-piperidylbenzilate） - 菸鹼醯二氫可待因（Nicodicodine） - 菸鹼醯可待因（Nicocodine） - 菸鹼醯嗎啡（Nicomorphine） - N-N-二甲基安非他命（N-N-dimethyl-amphetamine） - 去甲基乙醯美沙多（Noracymethadol） - 原可待因（Norcodeine） - 左旋原嗎汎（Norlevorphanol） - 原美沙酮（Normethadone） - 原嗎啡（Normorphine） - 原匹潘濃（Norpipanone） - 罌粟（Opium Poppy） - 東罌粟鹼（Oripavine） - 羥氫可待因酮（Oxycodone） - 羥二氫嗎啡酮（Oxymorphone） - 對二氟吩坦尼（Para-fluoro-fentanyl） - 六氫大麻酚（Parahexyl） - 對-甲氧基甲基安非他命（Para-methoxymethamphetamine、PMMA，超級搖頭丸） - 苯環利定（Phencyclidine，天使塵） - 潘他唑新（Pentazocine，速賜康） - 三,四-亞甲基雙氧苯基甲胺戊酮（Pentylone） - 一-苯乙基-四-苯基-四-醋酸比啶酯（PEPAP,1-phenethyl-4-phenyl-4-piperidinol acetate（ester）） - 配西汀（Pethidine） - 配西汀中間物-A（Pethidine intermediate-A） - 配西汀中間物-B（Pethidine intermediate-B） - 配西汀中間物-C（Pethidine intermediate-C） - 配有特（Peyote） - 芬那多松（Phenadoxone） - 狄安普魯密特（Phenampromide） - 吩那唑新（Phenazocine） - 吩諾嗎汎（Phenomorphan） - 吩諾配立汀（Phenoperidine） - 福可汀（Pholcodine） - 匹密諾汀（Piminodine） - 匹立屈密特（Piritramide） - 副甲氧基安非他命（PMA） - 罌粟草（Poppy straw） - 普魯亥他淨（Proheptazine） - 普魯配立汀（Properidine） - 普魯匹蘭（Propiram） - 裸頭草辛（Psilocine） - 西洛西賓（Psilocybine） - 外消旋甲基嗎汎（Racemethorphan） - 外消旋嗎拉密特（Racemoramide） - 外消旋嗎汎（Racemorphan） - 瑞吩坦尼（Remifentanil） - 環丙胺比咯烷（Rolicyclidine） - 蘇芬坦尼（Sufentanil） - 他噴他竇（Tapentadol） - 替諾環定（Tenocyclidine、TCP） - 1-（1-（2-塞吩）環己烷基） 比咯啶（TCPY,1-（1-（2-thienyl）cyclohexyl）pyrrolidine） - 四氫大麻酚（Tetrahydrocannabinol） - 蒂巴康（Thebacon） - 蒂巴因（Thebaine） - 硫芬坦尼（Thiofentanyl） - 痛辛定（Tilidine） - 三甲氧基安非他命（TMA） - 屈美配立汀（Trimeperidine） |

（除特別規定外，皆包括其異構物Isomers、酯類Esters、醚類Ethers及鹽類Salts）
中華民國《毒品危害防制條例》第4條：製造、運輸、販賣第三級毒品者，處5年以上有期徒刑，並科處新臺幣700萬元以下罰金。
| - N-（1-氨基-3-甲基-1-羰基丁烷-2-基）-1-（環己基甲基）-1H-吲唑-3-羧醯胺（N-(1-amino-3-methyl-1-oxobutan-2-yl)-1-(cyclohexylmethyl)-1H-indazole-3-carboxamide、AB-CHMINACA ） - 異戊巴比妥（Amobarbital，青發） - 溴甲基卡西酮（Bromomethcathinone、BMC） - 四-溴-二,五-二甲氧基苯基乙基胺（4-Bromo-2,5-dimethoxyphenethyla mine、2C-B） - 2-(4-溴-2,5-二甲氧基苯基)-N-(2-甲氧基苯甲基)乙胺 （2-[4-bromo-2,5-dimethoxyphenyl]N-[(2-methoxyphenyl)methyl]etha namine、25B-NBOMe） - 伯替唑他（Brotizolam） 《刪除，民國105年3月25日公告：改列第四級管制藥品》 - 丁基原啡因（Buprenorphine） - 布他比妥（Butalbital） - 去甲麻黃鹼（Cathine） - 氯安非他命（Chloroamphetamine、1-Chlorophenylpropan-2-amine、1-Chlorophenyl-2-aminopropane、CA） - 氯甲基卡西酮（Chloromethcathinone、CMC） - 可待因（Codeine，Codeine preparation with a content more than 1.0 gram and less than 5.0 grams of codeine per 100 milliliters 〈or 100 grams〉） 修正：含量每100毫升（或100公克）1.0公克以上，未滿5.0公克 - 2-[（1R,3S）-3-羥基環己基]-5-（2-甲基辛基-2-基）苯酚（CP47,497、2-[（1R,3S）-3-hydroxycyclohexyl]-5-〈2- methyloctan-2-yl〉phenol） - 環巴比妥（Cyclobarbital） - 二氫可待因（Dihydrocodeine，Dihydrocodeine preparation with a content more than 1.0 gram and less than 5.0 grams of dihydrocodeine per 100 milliliters 〈or 100 grams〉） 修正：含量每100毫升（或100公克）1.0公克以上，未滿5.0公克 | - 一,一-雙甲基庚基-11-羥基-四氫大麻酚（1,1-Dimethylheptyl-11-hydroxy-tetrahydrocannabinol ） - 二-（三-甲氧基苯基）-2-乙胺環己酮 （2-〈3-methoxyphenyl〉-2-〈ethylamino〉cyclohexanone、Methoxetamine、MXE） - 一-(五-氟戊基)-三-(1-萘甲醯)吲哚（AM-2201、1-[(5-fluoropentyl)-1H-indol-3-yl]-〈naphthalen-1-yl〉methanone） - 一-(五-氟戊基)-三-(1-四甲基環丙基甲醯)吲哚（1-[(5-fluoropentyl)-1H-indol-3-yl]2,2,3,3-tetramethylcyclopropyl)met hanone、XLR-11） - 氟甲基卡西酮 （Fluoromethcathinone、1-Fluorophenyl-2-methylaminopro pan-1-one、FMC ） - 氟硝西泮（Flunitrazepam，FM2） - 格魯米特（Glutethimide） - 一-戊基-三-（1-萘甲醯）吲哚（JWH-018、Naphthalen-1-yl-〈1-pentylindol-3-yl〉methanone） - 一-丁基-三-（1-萘甲醯）吲哚（JWH-073、Naphthalen-1-yl- 〈1-butylindol-3-yl〉methanone） - 二-（二-甲氧基苯基）-1-（1-戊基-吲哚-3-基）乙酮（JWH-250、2-〈2-methoxyphenyl〉-1-〈1-pentylindol-3-yl〉ethanone） - 氯胺酮（Ketamine，K仔、K他命、愷他命） - 三,四-亞甲基雙氧甲基卡西酮（3,4-methylenedioxymethcathinone、Methylone、bk-MDMA ） - 三,四-亞甲基雙氧-N-乙基卡西酮 （3,4-methylenedioxy-N-ethylcathinone、Ethylone） - 四-甲基甲基卡西酮（Mephedrone、4-methylmethcathinone） - 一-戊基-3-(4-甲基-1-萘甲醯)吲哚(〈4-methyl-1-naphthyl〉-〈1-pentylindol-3-yl〉methanone) - 四-甲基乙基卡西酮（4-Methylethcathinone、4-MEC） - 派醋甲酯（Methylphenidate） | - 納布芬（Nalbuphine） 《刪除，民國105年3月25日公告：減列為非管制藥品》 - 納洛芬（Nalorphine） - 去甲羥嗎啡酮 （Noroxymorphone） - 硝甲西泮（硝甲氮平，Nimetazepam） 《修正，民國105年3月25日公告：改列第四級管制藥品》 - 對-甲氧基乙基安非他命 （Para-methoxyethylamphetamine、4-Methoxy-N-ethylamphetamine、PMEA） - 戊巴比妥（Pentobarbital） - 芬納西泮（Phenazepam） - 苯甲嗎林（Phenmetrazine） - 西可巴比妥（Secobarbital，紅中） - 特拉嗎竇（Tramadol） 《刪除，民國105年3月25日公告：改列第四級管制藥品》 - 三唑侖（Triazolam） - 三氟甲苯哌嗪（1-〈3-trifluoromethylphenyl〉piperazine、TFMPP） - 洁比普洛（Zipeprol） |

(包括毒品先驅原料，除特別規定外，皆包括其異構物Isomers、酯類Esters、醚類Ethers及鹽類Salts）
中華民國《毒品危害防制條例》第四條：製造、運輸、販賣第四級毒品者，處1年以上7年以下有期徒刑，並科新臺幣300萬元以下罰金。
| - 5-甲氧基-N,N-二異丙基色胺（5-MeO-DIPT，5-methoxy-N,N-diisopropyltryptamine） - 二丙烯基巴比妥（Allobarbital） - 阿普唑他（Alprazolam） - 二乙胺苯丙酮（Amfepramone） - 阿米雷斯（Aminorex） - 巴比妥（Barbital） - 甲苯異丙胺（Benzphetamine） - 溴西泮（溴氮平，Bromazepam) - 伯替唑他（Brotizolam） - 丁巴比妥（Butobarbital） - 美妥芬諾（Butorphanol） - 卡嗎西泮（卡氮平，Camazepam） - 氯二氮平（Chlordiazepoxide） - 氯巴占（甲酮氮平，Clobazam） - 氯苄雷司（Clobenzorex） - 氯硝西泮（可那氮平、氯硝氮平，Clonazepam） - 氯拉酸（氯氮平酸鹽，Clorazepate） - 氯西泮（氯氮平，Clotiazepam） - 氯噁唑他（氯唑侖，Cloxazolam） - 可待因（Codeine）內服液（含糖漿劑）含量每100毫升未滿1.0公克之醫師處方用藥 - 地洛西泮（地洛氮平，Delorazepam） - 右旋普帕西芬複方製劑（Dextropropoxyphene Mixture Preparation） - 地西泮（安定、二氮平，Diazepam） - 麻黃鹼（Ephedrine） - 麥角新鹼（Ergometrine、Ergonovine） - 麥角胺鹼（Ergotamine） | - 舒樂安定（伊疊唑侖，Estazolam） - 乙氯維諾（乙氯烯醇）（Ethchlorvynol） - 炔己蟻胺（環己炔胺，Ethinamate） - 氟氮平酸酯（Ethyl loflazepate） - 芬坎法明（苯莰甲胺，Fencamfamin) - 芬普雷司（氰乙基安非他命，Fenproporex） - 氟地西泮（氟二氮平，Fludiazepam） - 氟安定（氟路洛，Flurazepam） - 哈拉西泮（三氟氮平，Halazepam） - 鹵噁唑他（鹵唑侖，Haloxazolam） - 凱他唑他（酮唑侖，Ketazolam） - 勒非他命（二甲二苯乙胺，Lefetamine、1 –dimethylamino–1,2–dipheny–lethane、SPA） - 氯普唑他（氯唑侖，Loprazolam） - 勞拉西泮（樂耐平，Lorazepam） - 氯甲西泮（甲基樂耐平，Lormetazepam） - 麥角酸（Lysergic acid） - 嗎吲哚（咪唑，Mazindol） - 美達西泮（美達氮平，Medazepam） - 美芬雷司（Mefenorex） - 甲丙氨酯（美普巴邁，Meprobamate） - 美舒卡（Mesocarb） - 甲基苯巴比妥（Methylphenobarbital、Mephobarbital） - 甲乙啶酮（甲乙啶酮，Methyprylon） - 咪達唑他（咪氟唑侖，Midazolam） - 美服培酮（Mifepristone） - 莫待芬寧（Modafinil） - 硝甲西泮（硝甲氮平）（Nimetazepam，一粒眠） - 硝西泮（耐妥眠，Nitrazepam） | - 去甲西泮（原氮平，Nordiazepam) - 鴉片（Opium）複方製劑含量每100毫升（或100公克）0.5公克以上 - 去甲羥安定（歐沙氮平、去甲羥氮平，Oxazepam） - 噁唑他（甲唑侖，Oxazolam） - 匹嗎（苯唑，Pemoline） - 苯雙甲嗎（二苯甲嗎，Phendimetrazine） - 苯巴比妥（Phenobarbital） - 甲基苯乙基胺（二甲苯乙胺，Phentermine） - 二氫可待因內服液（Physician prescribes Dihydrocodeine oral liqu-id [including syrup]，含糖漿劑）含量每100毫升未滿1.0公克之醫師處方用藥 - 匹那西泮（丙炔氮平，Pinazepam） - 苯甲醇（苯甲醇，Pipradrol） - 普拉西泮（環丙氮平，Prazepam） - 丙泊酚（Propofol，牛奶針） - 丙已君（普西卓林、甲環乙胺，Propylhexedrine） - 焦二異丁基酮（焦洛戊酮，Pyrovalerone） - 仲丁比妥（Secbutabarbital、Butabarbital） - 替馬西泮（羥二氮平、甲羥氮平，Temazepam） - 四氫西泮（四氫二氮平，Tetrazepam） - 特拉嗎竇（Tramadol） - 硫美妥（Thiamylal，5-allyl-5-(1-methylbutyl)-2-thiobarbiturate） - 乙烯比妥（乙烯丁巴比妥）（Vinylbital） - 札來普隆（Zaleplon） - 佐匹克隆（Zopiclone） - 佐沛眠（Zolpidem） |

### 中華人民共和國
《中华人民共和国禁毒法》第三条和第四条规定：
|  | - 禁毒是全社会的共同责任。国家机关、社会团体、企业事业单位以及其他组织和公民，应当依照本法和有关法律的规定，履行禁毒职责或者义务。 - 禁毒工作实行预防为主，综合治理，禁种、禁制、禁贩、禁吸并举的方针。禁毒工作实行政府统一领导，有关部门各负其责，社会广泛参与的工作机制。 |

《中华人民共和国刑法》第347条至第357条“走私、贩卖、运输、制造毒品罪”是有关毒品犯罪的刑事规范。
下列法规和目录规定了毒品的种类：
|              | 《中华人民共和国禁毒法》第2条 《中华人民共和国刑法》第357条 | 《麻醉药品品种目录》 （2013年版）                          | 《精神药品品种目录》 （2013年版）                          | 《非药用类麻醉药品和精神药品管制品种增补目录》                        |
| ------------ | ----------------------------------------------------------- | ---------------------------------------------------------- | ---------------------------------------------------------- | --------------------------------------------------------------------- |
| 物质属性     | 毒品                                                        | 医用麻醉药品                                               | 医用精神药品                                               | 非医用麻醉和精神药品                                                  |
| 数量         | 6                                                           | 121                                                        | 68（一类） 81（二类）                                      | 134                                                                   |
| 最后修订日期 | 1980年1月1日                                                | 2014年1月1日                                               | 2014年1月1日                                               | 2021年7月1日                                                          |
| 制定者       | 全国人民代表大会                                            | 中华人民共和国公安部 国家卫生健康委员会 国家药品监督管理局 | 中华人民共和国公安部 国家卫生健康委员会 国家药品监督管理局 | 中华人民共和国公安部 国家卫生健康委员会 国家药品监督管理局            |
| 授权法源     | 《中华人民共和国宪法》                                      | 《麻醉药品和精神药品管理条例》                             | 《麻醉药品和精神药品管理条例》                             | 《麻醉药品和精神药品管理条例》 《非药用类麻醉药品和精神药品列管办法》 |

详细列表如下：
| - 鸦片 - 海洛英 | - 甲基苯丙胺（冰毒） - 吗啡 | - 大麻 - 可卡因 |

- 國家規定管制的其他能够使人形成瘾癖的麻醉药品和精神药品（见下表）

| - 醋托啡（Acetorphine） - 乙酰阿法甲基芬太尼（Acetylalphamethylfentanyl） - 醋美沙朵（Acetylmethadol） - 阿芬太尼（Alfentanil） - 烯丙罗定（Allylprodine） - 阿醋美沙朵（Alphacetylmethadol） - 阿法美罗定（Alphameprodine） - 阿法美沙朵（Alphamethadol） - 阿法甲基芬太尼（Alphamethylfentanyl） - 阿法甲基硫代芬太尼（Alphamethylthiofentanyl） - 阿法罗定* （Alphaprodine） - 阿尼利定（Anileridine） - 苄替啶（Benzethidine） - 苄吗啡（Benzylmorphine） - 倍醋美沙朵（Betacetylmethadol） - 倍他羟基芬太尼（Betahydroxyfentanyl） - 倍他羟基-3-甲基芬太尼（Betahydroxy-3-methylfentanyl） - 倍他美罗定（Betameprodine） - 倍他美沙朵（Betamethadol） - 倍他罗定（Betaprodine） - 贝齐米特（Bezitramide） - 大麻与大麻树脂（Cannabis and Cannabis resin） - 氯尼他秦（Clonitazene） - 古柯叶（Coca Leaf） - 可卡因* （Cocaine） - 可多克辛（Codoxime） - 罂粟秆浓缩物* （Concentrate of poppy straw） - 地索吗啡（Desomorphine） - 右吗拉胺（Dextromoramide） - 地恩丙胺（Diampromide） - 二乙噻丁（Diethylthiambutene） - 地芬诺辛（Difenoxin） - 二氢埃托啡* （Dihydroetorphine） - 双氢吗啡（Dihydromorphine） - 地美沙朵（Dimenoxadol） - 地美庚醇（Dimepheptanol） - 二甲噻丁（Dimethylthiambutene） - 吗苯丁酯（Dioxaphetyl butyrate） - 地芬诺酯* （Diphenoxylate） - 地匹哌酮（Dipipanone） - 羟蒂巴酚（Drotebanol） | - 芽子碱（Ecgonine） - 乙甲噻丁（Ethylmethylthiambutene） - 依托尼秦（Etonitazene） - 埃托啡（Etorphine） - 依托利定（Etoxeridine） - 芬太尼* （Fentanyl） - 呋替啶（Furethidine） - 海洛因（Heroin） - 氢可酮* （Hydrocodone） - 氢吗啡醇（Hydromorphinol） - 氢吗啡酮（Hydromorphone） - 羟哌替啶（Hydroxypethidine） - 异美沙酮（Isomethadone） - 凯托米酮（Ketobemidone） - 左美沙芬（Levomethorphan） - 左吗拉胺（Levomoramide） - 左芬啡烷（Levophenacylmorphan） - 左啡诺（Levorphanol） - 美他佐辛（Metazocine） - 美沙酮* （Methadone） - 美沙酮中间体（Methadone intermediate） - 甲地索啡（Methyldesorphine） - 甲二氢吗啡（Methyldihydromorphine） - 3-甲基芬太尼（3-methylfentanyl） - 3-甲基硫代芬太尼（3-methylthiofentanyl） - 美托酮（Metopon） - 吗拉胺中间体（Moramide intermediate） - 吗哌利定（Morpheridine） - 吗啡* （Morphine） - 吗啡甲溴化物及其它五价氮吗啡衍生物（Morphine Methobromide） - 吗啡-N-氧化物（Morphine-N-oxide） - 1-甲基-4-苯基-4-哌啶丙酸酯（MPPP） - 麦罗啡（Myrophine） - 尼可吗啡（Nicomorphine） - 诺美沙朵（Noracymethadol） - 去甲左啡诺（Norlevorphanol） - 去甲美沙酮（Normethadone） - 去甲吗啡（Normorphine） - 诺匹哌酮（Norpipanone） - 阿片* （Opium） - 羟考酮* （Oxycodone） | - 羟吗啡酮（Oxymorphone） - 对氟芬太尼（Parafluorofentanyl） - 1-苯乙基-4-苯基-4-哌啶乙酸酯（PEPAP） - 哌替啶* （Pethidine） - 哌替啶中间体A （Pethidine intermediate A） - 哌替啶中间体B （Pethidine intermediate B） - 哌替啶中间体C （Pethidine intermediate C） - 苯吗庚酮（Phenadoxone） - 非那丙胺（Phenampromide） - 非那佐辛（Phenazocine） - 非诺啡烷（Phenomorphan） - 苯哌利定（Phenoperidine） - 匹米诺定（Piminodine） - 哌腈米特（Piritramide） - 罂粟壳* （Poppy Shell） - 普罗庚嗪（Proheptazine） - 丙哌利定（Properidine） - 消旋甲啡烷（Racemethorphan） - 消旋吗拉胺（Racemoramide） - 消旋啡烷（Racemorphan） - 瑞芬太尼* （Remifentanil） - 舒芬太尼* （Sufentanil） - 醋氢可酮（Thebacon） - 蒂巴因* （Thebaine） - 硫代芬太尼（Thiofentanyl） - 替利定（Tilidine） - 三甲利定（Trimeperidine） - 醋氢可待因（Acetyldihydrocodeine） - 布桂嗪* （Bucinnazine） - 可待因* （Codeine） - 复方樟脑酊* （Compound Camphor Tincture） - 右丙氧芬* （Dextropropoxyphene） - 双氢可待因* （Dihydrocodeine） - 乙基吗啡* （Ethylmorphine） - 尼可待因（Nicocodine） - 尼二氢可待因（Nicodicodine） - 去甲可待因（Norcodeine） - 福尔可定* （Pholcodine） - 丙吡兰（Propiram） - 阿桔片* （Compound Platycodon Tablets） - 吗啡阿托品注射液* （Morphine and Atropine Sulfate Injection） |

注：1.上述品种包括其可能存在的盐和单方制剂
2.上述品种包括其可能存在的化学异构体及酯、醚
3.品种目录有*的麻醉药品为中华人民共和国生产及使用的品种
第1类
| - 布苯丙胺（Brolamfetamine（DOB）） - 卡西酮（Cathinone） - 二乙基色胺（DET） - 二甲氧基安非他明（2,5-dimethoxyamfetamine, DMA） - 羟基四氢甲基二苯吡喃（DMHP） - 二甲基色胺（DMT） - 二甲氧基乙基安非他明（DOET） - 乙环利定（Eticyclidine） - 乙色胺（Etryptamine） - 麦角二乙胺（Lysergide） - 二亚甲基双氧安非他明（MDMA） - 麦司卡林（Mescaline） - 甲卡西酮（Methcathinone） - 甲米雷司（4-methylaminorex） - 甲羟芬胺（MMDA） - 乙芬胺（N-ethyl,MDA） - 羟芬胺（N-hydroxy, MDA） - 六氢大麻酚（Parahexyl） | - 副甲氧基安非他明（Paramethoxyamfetamine,PMA） - 赛洛新（Psilocine） - 赛洛西宾（Psilocybine） - 咯环利定（Rolicyclidine） - 二甲氧基甲苯异丙胺（STP，DOM） - 替苯丙胺（Tenamfetamine,MDA） - 替诺环定（Tenocyclidine） - 四氢大麻酚（Tetrahydrocannabinol） - 三甲氧基安非他明（TMA） - 4-甲基硫基安非他明（4-methylthioamfetamine） - 苯丙胺（Amfetamine） - 安非拉酮（Amfepramone） - 安咪奈丁（Amineptine） - 2,5-二甲氧基-4-溴苯乙胺（4bromo-2,5-dimethoxyphenethylamine（2-CB）） - 丁丙诺啡* （Buprenorphine） - 右苯丙胺（Dexamfetamine） - 二甲基安非他明（Dimethylamfetamine） - 芬乙茶碱（Fenetylline） | - γ-羟丁酸 （γ-hydroxybutyrate,GHB） - 氯胺酮（K粉,Ketamine） - 左苯丙胺（Levamfetamine） - 左甲苯丙胺（Levomethamfetamine） - 马吲哚* （Mazindol） - 甲氯喹酮（Mecloqualone） - 去氧麻黄碱（Metamfetamine） - 去氧麻黄碱外消旋体（Metamfetamine Racemate） - 甲喹酮（Methaqualone） - 哌醋甲酯* （Methylphenidate） - 莫达非尼（Modafinil） - 苯环利定（Phencyclidine） - 芬美曲秦（Phenmetrazine） - 司可巴比妥* （Secobarbital） - δ-9-四氢大麻酚（Delta-9-tetrahydrocannabinol） - 三唑仑*（Triazolam） - 齐培丙醇（Zipeprol） |

第2类
| - 异戊巴比妥* （Amobarbital） - 布他比妥（Butalbital） - 布托啡诺及其注射剂* （Butorphanol） - 咖啡因* （Caffeine） - 安钠咖* （Caffeine Sodium Benzoate,CNB） - 去甲伪麻黄碱* （Cathine） - 环已巴比妥（Cyclobarbital） - 地佐辛及其注射剂*（Dezocine） - 右旋芬氟拉明（Dexfenfluramine） - 芬氟拉明* （Fenfluramine） - 氟硝西泮（Flunitrazepam） - 格鲁米特* （Glutethimide） - 呋芬雷司（Furfennorex） - 喷他佐辛* （Pentazocine） - 戊巴比妥* （Pentobarbital） - 丙己君（Propylhexedrine） - 阿洛巴比妥（Allobarbital） - 阿普唑仑* （Alprazolam） - 阿米雷司（Aminorex） - 巴比妥* （Barbital） - 苄非他明（Benzfetamine） - 溴西泮* Bromazepam - 溴替唑仑（Brotizolam） - 丁巴比妥（Butobarbital） - 卡马西泮（Camazepam） - 氯氮䓬*（Chlordiazepoxide） - 氯巴占（Clobazam） | - 氯硝西泮* （Clonazepam） - 氯拉卓酸（Clorazepate） - 氯噻西泮（Clotiazepam） - 氯口恶唑仑（Cloxazolam） - 地洛西泮（Delorazepam） - 地西泮* （Diazepam） - 艾司唑仑* （Estazolam） - 乙氯维诺（Ethchlorvynol） - 炔已蚁胺（Ethinamate） - 氯氟卓乙酯* （Ethyl Loflazepate） - 乙非他明（Etilamfetamine） - 芬坎法明（Fencamfamin） - 芬普雷司（Fenproporex） - 氟地西泮（Fludiazepam） - 氟西泮* （Flurazepam） - 哈拉西泮（Halazepam） - 卤沙唑仑（Haloxazolam） - 凯他唑仑（Ketazolam） - 利非他明（Lefetamine） - 氯普唑仑（Loprazolam） - 劳拉西泮* （Lorazepam） - 氯甲西泮（Lormetazepam） - 美达西泮（Medazepam） - 美芬雷司（Mefenorex） - 甲丙氨酯* （Meprobamate） - 美索卡（Mesocarb） - 甲苯巴比妥（Methylphenobarbital） | - 甲乙哌酮（Methyprylon） - 咪达唑仑* （Midazolam） - 纳布啡及其注射剂* （Nalbuphine） - 尼美西泮（Nimetazepam） - 硝西泮* （Nitrazepam） - 去甲西泮（Nordazepam） - 奥沙西泮* （Oxazepam） - 奥沙唑仑（Oxazolam） - 氨酚氢可酮片* （Paracetamol and Hydrocodone Bitartrate Tablets） - 匹莫林* （Pemoline） - 苯甲曲秦（Phendimetrazine） - 苯巴比妥* （Phenobarbital） - 芬特明（Phentermine） - 匹那西泮（Pinazepam） - 哌苯甲醇（Pipradrol） - 普拉西泮（Prazepam） - 吡咯戊酮（Pyrovalerone） - 仲丁比妥（Secbutabarbital） - 替马西泮* （Temazepam） - 四氢西泮（Tetrazepam） - 曲马多* （Tramadol） - 乙烯比妥（Vinylbital） - 唑吡坦* （Zolpiden） - 扎来普隆*（Zaleplone） - 麦角胺咖啡因片（ Ergotamine and Caffeine Tablets） |

注：1.上述品种包括其可能存在的盐和单方制剂（除非另有规定）
2.上述品种包括其可能存在的化学异构体及酯、醚（除非另有规定）
3.品种目录有*的精神药品为中华人民共和国生产及使用的品种
待更新

## 管制藥品合法化爭論（部分藥物）
部分國家認為施用（吸食）毒品成癮是醫療問題，而不採用刑事措施，而是進入醫療院所戒治，讓販毒無利可圖，就可以有效解決毒品與監獄擁擠問題，還比。另外，部分主張毒品除罪化之主張，是部分毒品的危害，實為政府的禁制政策所致，故有以提供安全、乾淨、衛生的方式，或是用有條件開放，而以社會其他力量解決之。溫哥華採用「指定地點，安全針具」（Insite）的方式，讓毒品成癮者有安全衛生的地方可以使用，減少因共用針具所造成的感染。
然而，一個用以支持以替代措施取代禁制政策的實驗，也就是老鼠樂園實驗，其後續實驗的結果不一致，一些研究重現了最初進行老鼠樂園實驗的亞歷山大教授的成果，但其他的一些研究則出現不一樣的結果，無法達到科學原則上的可重複性，介紹毒品成癮，而提及此實驗的Kurzgesagt影片，也遭到下架。換句話說，由於實驗結果難以重現之故，因此有理由認為老鼠樂園的實驗結果，不能拿來反對毒品禁制政策；此外一些統計數據顯示，葡萄牙毒品除罪化後，吸毒人口不降反升，像例如歐洲藥物管理局加強與歐洲毒品與毒癮監控中心的數據指出，盡管葡萄牙在毒品除罪化後，在2000年到2005年間，問題用藥者數量下降，但總吸毒人數上升；而另一篇不同來源的數據也指出，葡萄牙毒品除罪化後，青少年吸毒率也上升。

### 品种合法化
1. 目前世界各地都有毒品合法化的爭論，其中在全世界幾乎是合法毒品的有菸草及酒精，而大麻在有些國家也是等同合法。
2. 供應毒性較低的毒品予以成癮者比較沒有爭議，最主要的例子是利用尼古丁貼片或口香糖來協助戒煙（相較於香菸的其他成分，尼古丁雖然成癮性強，但對身體的傷害少一些）及利用美沙酮替代海洛因。
3. 毒品的合法與否，其實跟近代當權者及主流社會是否使用有關，社會邊緣人使用的都很容易被列為毒品，而主流社會及當權者會使用的菸酒就不會被列為毒品。

### 管制下的合法化
1. 爭論的內容除了是否合法外（例如大麻），也有使用場合的爭論（例如菸草）。
2. 其中大麻引起的爭議最多，如大麻的傷害是否比菸酒輕微。有些人認為大麻比菸草安全，但也有人指出吸大麻煙對身體的傷害比吸煙大[26]）、會傷害大腦（但也有人指出酒精也會傷害大腦），還有人以統計數據指出吸大麻者容易嘗試更危險的毒品（但也有人認為大麻合法化可以有效減少這問題）。[來源請求]
3. 許多研究結果顯示，對於一些疾病的治療，大麻的副作用比起許多合法藥物只低不高（前提是不採用點燃的方式吸食大麻）。
4. 也有人指出，毒品所造成的問題中，有一部份必須歸咎於將毒品視為非法的後果，如果毒品合法化並善加管理，則問題會少很多。（如頒佈禁酒令反而會幫助黑幫、也會增加假酒。喝酒也有導致暴力犯罪[15]及酒駕肇事的問題，所以應該只針對酒駕及酗酒等有害行為禁止及輔導）持這種主張的包括諾貝爾經濟學獎得主蓋瑞·貝克[27]。
5. 菸草一直是一種高成癮性、又會傷害旁人的毒品，可是因為大量的使用者而使得管制嚴格程度遠低於其害處，香菸因此而成為肺癌誘發因子普遍傷害性強捍的毒品之一；近來美國主流社會、高學歷者及當權者的抽菸率已經大降，菸草已經漸漸的成為一般民眾普遍使用的成癮娛樂用品，因此對於菸草的限制已經越來越嚴格。
6. 荷兰可以合法拥有少量毒品 。荷兰对消费和持有大麻的政策可追溯到1976年。当时，荷兰把毒品分为硬毒品和软毒品。硬毒品如海洛因、可卡因和安非他命，它们对公众健康构成难以承受的威胁；软毒品如大麻。这一政策的目的是向人们提供一个有管理的出口，减少人们接触街头软硬毒品贩的机会。起初，人们可以合法拥有30克以内的大麻。现在，荷兰有关毒品的法律中允许吸食者合法拥有5克毒品[28]。

## 違反藥物管理法
有一部分毒品，是用於治療用途，必須經由醫生診斷後才可使用，像是贊安諾、地西畔、阿提凡、Zolpidem、FM2，有一部分國家將這幾種藥品列為醫療用途，同時也列為毒品清單，擅自製作藥品和販售藥品，除了違反毒品的法規，也會違反藥物管理法規。
為了確保藥物的安全性，大多數國家製造藥品都需要國家或政府許可，才能製作藥品，私下製藥在大多數國家都是不合法的。

## 外部連結
- 中华人民共和国主席令第七十九号 （页面存档备份，存于）
- 行政院衛生署管制藥品管理局 （页面存档备份，存于）
- 中華民國行政院 民國105 年3月26日院臺衛字第1040014011 號公告.管制藥品分級及品項 （页面存档备份，存于）
- 戒毒資訊網（中華民國）
- 保安局禁毒處（香港） （页面存档备份，存于）
- 地圖會說話-鴉片
- 常見的毒品介紹
- 上癮五百年（書）